# Ромбические австралийские питоны
Ромбические (водяные) австралийские питоны (лат. Morelia) — род неядовитых змей из семейства питонов. Обитают в Индонезии, Новой Гвинее и Австралии.

## Виды
По данным Reptile Database род включает 6 современных видов и 1 вымерший вид:
- Morelia azurea (Meyer, 1874)
- Ромбический питон Брэдли (Morelia bredli (Gow, 1981))
- Килеватый ромбический питон (Morelia carinata (Smith, 1981))
- Morelia imbicata (Smith, 1981)
- Ромбический питон, или ковровая змея (Morelia spilota Lacépède, 1804),
- Зелёный питон (Morelia viridis (Schlegel, 1872))
- †Morelia riversleighensis (L.A. Smith & Plane, 1985)

До 2014 года к нему относили ещё 7 видов, но в таком объёме род оказался парафилетическим, и поэтому их выделили в род Simalia. Впрочем, ряд исследований показывает, что род Morelia парафилетичен и в новом объёме: от его представителей произошли представители рода Antaresia.